# Carlos Wheeler
Carlos Wheeler (Pensacola, 16 maggio 1978) è un ex cestista statunitense, professionista nella NBDL, in Europa e in Sudamerica.

## Palmarès
- Campione USBL (2004)
- Campionato svedese: 1

Plannja Basket: 2005-06